# Giovanni Agostino De Marini
Il Serenissimo Giovanni Agostino De Marini (Genova, 1572 – Genova, 19 giugno 1642) fu il 105º doge della Repubblica di Genova e re di Corsica.

## Biografia

Stemma nobiliare dei De Marini

Figlio ultimogenito dei nobili genovesi Gerolamo De Marini e Maria Cattaneo, e quindi fratello di Giovanni Ambrogio, Domenico, Francesco, Ottavio, Niccolò e tre sorelle.
Si sposò con Bianca Maria Doria da cui ebbe due figli: Francesca, ed intorno al 1630, Francesco De Marini, futuro commediografo ed arcivescovo.
Dopo gli studi, venne impiegato presso il Banco di San Giorgio e nei possedimenti feudali della famiglia per impratichirsi nel mondo dell'economia e della politica. Dal 1604 iniziò a lavorare per la Repubblica di Genova, ricoprendo varie mansioni, sia giuridico-amministrative che militari. La carriera politica del De Marini subì una battuta d'arresto a causa del fratello Domenico, vescovo di Albenga, che si presentò ad una funzione religiosa circondato di armati, contravvenendo le leggi cittadine.
Per cercare di risolvere la questione, il doge di Genova Bernardo Cybo Clavarezza chiese al De Marini di intercedere in nome della Repubblica con il fratello Domenico. Questi però prese le difese del fratello, affermandone che era un suo diritto, concessogli dai decreti del Concilio di Trento. Il giorno seguente il colloquio con il fratello, il De Marini venne arrestato. È da notare però che la motivazione dell'arresto non venne mai specificata ed i funzionari della Repubblica negarono che il motivo fosse legato alla "querelle" in atto con il fratello arcivescovo.
Nei giorni che trascorse in carcere il De Marini si ammalò gravemente, e grazie all'intercessione del padre e di Costantino Doria, parente della moglie Bianca Maria, ottenne la commutazione della pena in arresti domiciliari e al pagamento di una multa di 10.000 lire genovesi.
Guarito, essendo stato anche condannato all'esilio in Corsica, avrebbe dovuto partire immediatamente ma chiese di poter cambiare destinazione (10 aprile 1617), cosicché gli venne assegnata come meta Venezia, a lui però non gradita, preferendo Bologna o Milano. Il 17 aprile ottenne di poter andare a Bologna per un mese e poi, pena una multa di 10.000 scudi, di trasferirsi in Veneto.
Grazie però all'appoggio del padre, della moglie e del Doria il 9 luglio 1617 ottenne la grazia, motivata dalle sue precarie condizioni di salute aggravate dall'insalubre clima veneziano.
Dopo circa due o tre anni di lontananza dal mondo politico genovese, il Giovanni Agostino De Marini fu incaricato di trattare presso l'imperatore Ferdinando II di ottenere dei vantaggi territoriali nel complicato quadro della guerra dei trent'anni. Come risultato il De Marini ottenne il Marchesato di Zuccarello, territorio ambito anche dal Ducato di Savoia, pagato 220.000 fiorini.
Questo successo diplomatico permise al De Marini di imporsi definitivamente nel panorama politico genovese. Ottenne numerosi incarichi diplomatici e l'incarico di commissario nella filo-piemontese Oneglia, ove ristabilì la calma ed il controllo della Repubblica.
Nel 1627 divenne senatore e l'anno seguente l'incarico di presiedere gli Inquisitori di Stato, ente fondato dopo la scoperta della cosiddetta "congiura del Vachero". L'inquisizione guidata colpì numerose persone nella città e nelle riviere, tra cui lo scrittore Luca Assarino, Giovan Battista Zoagli e Giovan Bernardo Levanto.
Durante il suo incarico di presidente del tribunale, il 21 aprile 1629 fu scoperta nel duomo di Genova una bomba sotto lo scranno riservato al doge Giovanni Luca Chiavari.
Successivamente ottenne tra i vari incarichi quello di ambasciatore in Spagna nel 1639. L'anno seguente ritornò al Banco di San Giorgio nelle vesti di protettore.
Il 14 agosto 1641 venne eletto doge di Genova: la sessantesima in successione biennale e la centocinquesima nella storia repubblicana. In qualità di doge fu investito anche della correlata carica biennale di re di Corsica.
Eletto probabilmente grazie ai voti della nobiltà "nuova", che richiedevano una maggiore rilevanza nel panorama politico europeo ed una politica di riarmamento per garantire la protezione delle riviere. Stanziò i fondi per la costruzione di venti galee e, seguendo l'esempio dell'ex-doge Giacomo Lomellini e di Anton Giulio Brignole Sale, ne armò una con i suoi denari. Suo obbiettivo politico fu anche quello di migliorare il rapporto tra Genova città ed il suo dominio, e perciò si recò a Savona alla consegna delle due galee approntate dalla città ponentina.
Il suo incarico dogale fu interrotto dalla malattia che dopo un mese, il 19 giugno 1642, lo portò alla morte. Il suo corpo venne sepolto all'interno della cattedrale di San Lorenzo.